# Julio de la Torre Bartolomé
Julio de la Torre Bartolomé (nacido en Cuéllar en 1868) fue un político español del Partido Liberal. Fue hijo de Mariano de la Torre Agero, alcalde de Segovia, y de Amalia Bartolomé Rico, hija de Mariano Bartolomé Ballesteros, fiscal del Concejo de la Mesta, diputado provincial, presidente de la Diputación de Segovia y alcalde de la ciudad. Militante en el Partido Liberal, fue elegido diputado provincial por Cuéllar en los años 1901 y 1905.